# France Gall
France Gall (născută Isabelle Geneviève Marie Anne Gall; n. 9 octombrie 1947, Paris, Île-de-France, Franța – d. 7 ianuarie 2018, Neuilly-sur-Seine, Île-de-France, Franța) a fost o cântăreață franceză. După o carieră de succes în Franța, a câștigat în 1965 concursul muzical Eurovision, reprezentând Luxemburgul, cu piesa Poupée de cire, poupée de son.
După câteva hituri importante din 1963 și un prim premiu la Eurovision în 1965, popularitatea ei s-a estompat la sfârșitul anilor '60, până când s-a întâlnit cu cântărețul-compozitor Michel Berger în 1973. S-au căsătorit pe 22 iunie 1976. Cariera ei a fost de atunci un succes constant timp de mai bine de douăzeci de ani.